# Giulio Ascoli
Pour les articles homonymes, voir Ascoli.
Giulio Ascoli (1843-1896) est un mathématicien italien du XIXe siècle.

## Biographie
Diplômé de l'école normale supérieure de Pise en 1868, Giulio Ascoli commence à enseigner l'algèbre et le calcul dans les classes préparatoires de l'école polytechnique de Milan en 1872, ainsi qu'à l'Institut technique « Cattaneo » où une plaque, apposée en 1901, commémore son passage dans l'établissement.
Parmi ses contributions majeures on peut citer la théorie des fonctions de variable réelle et la notion de suite de fonctions continues « dans un module égal » (équicontinues), et avec le théorème associé, la possibilité d'extraire d'une suite de fonctions, équicontinues et uniformément bornées, une sous-suite uniformément convergente.
Il fut membre correspondant de l'Istituto lombardo di scienze e lettere.